# Бушеми (Сицилия)
Бушеми (итал. Buscemi) — коммуна в Италии, располагается в регионе Сицилия, в провинции Сиракуза.
Население составляет 1154 человека (2008 г.), плотность населения составляет 24 чел./км². Занимает площадь 51 км². Почтовый индекс — 96010. Телефонный код — 0931.
Покровительницей коммуны почитается Пресвятая Богородица (Madonna del bosco), празднование в последнее воскресение августа.

## Демография
Динамика населения:

## Администрация коммуны
- Официальный сайт: http://www.comune.buscemi.sr.it/